# 今日のニュース (オペラ)

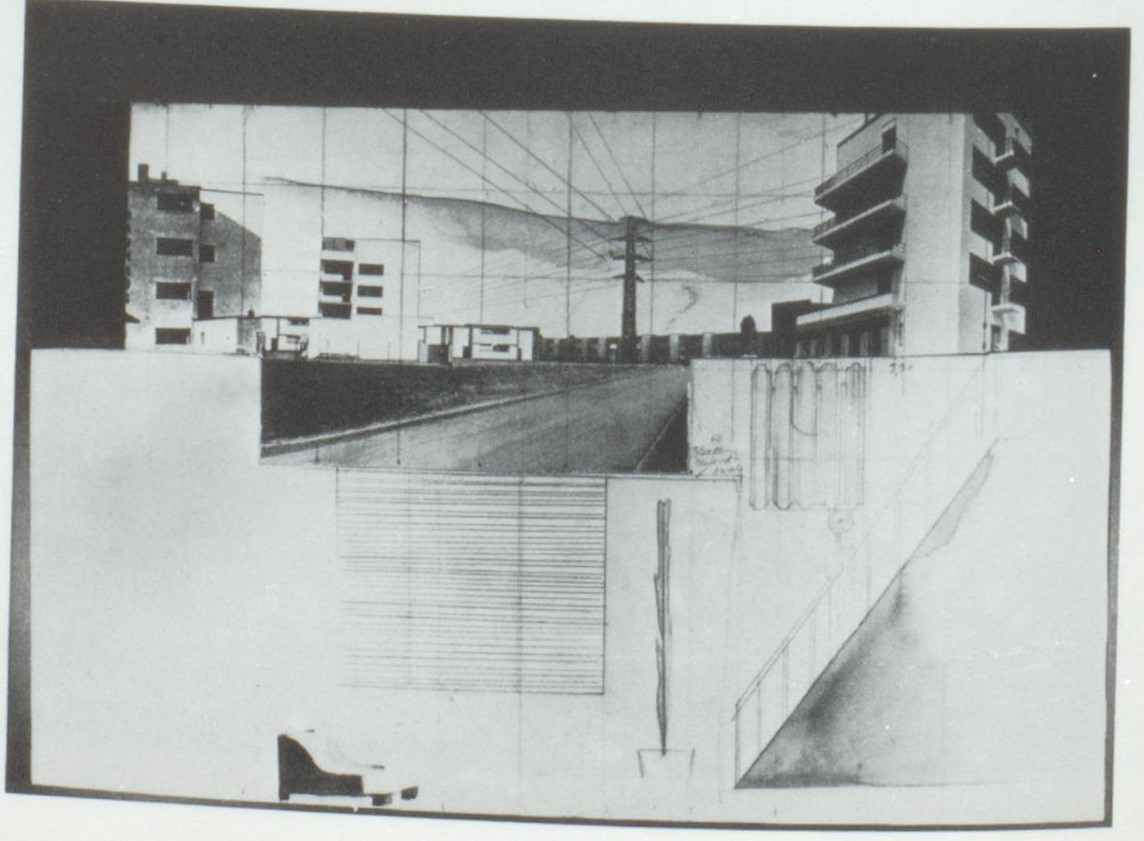
トラウゴット・ミュラーによる初演時の舞台デザイン（1929年）

『今日のニュース』（きょうのニュース、Neues vom Tage）は、パウル・ヒンデミットが1929年に作曲した3部11場からなる喜劇オペラ。リブレットはマルツェルス・シファーによる。演奏時間は約2時間。

## 初演
1929年6月8日、ベルリンのクロルオーパーでオットー・クレンペラーの指揮によって初演された。歌手はグレーテ・シュテュックゴルト、ローゼ・パウリー、ザビーネ・カルター、アルトゥル・カヴァラ（Arthur Cavara）、デジュー・エルンステル、フリッツ・クレン、エリック・ヴィルル、アルベルト・ペータース、ハインリヒ・シュルツ（Heinrich Schultz）、演出はエルンスト・レーガル、舞台設計はトラウゴット・ミュラー、合唱指揮はカール・ランクルであった。
本作品は1927年の短編オペラ『行きと帰り』に続くヒンデミットの時事オペラだが:95、本作を観たアドルフ・ヒトラーは、主人公のラウラが裸で歌う（実際には肉襦袢を使用）「給湯器のアリア」に激怒した:96。
2幕形式に直された第2版は1954年4月7日、ナポリのサン・カルロ劇場においてイタリア語のタイトル（Novità del giorno）で初演された。

## 楽器編成
オペラのスコアは以下の楽器を含む。
フルート2（ピッコロ持ちかえ）、オーボエ、コーラングレ、クラリネット、小クラリネット、バスクラリネット、アルトサクソフォーン、ファゴット2、コントラファゴット、ホルン、トランペット2、トロンボーン2、チューバ、パーカッション2名（バスドラム、スネアドラム、トムトム、シンバル、ゴング、フィンガーシンバル、トライアングル、グロッケンシュピール、シロフォン、電気式ベル3）、ピアノ（四手）、ハープ、マンドリン、バンジョー、ヴァイオリン6、ヴィオラ4、チェロ4、コントラバス4

## 登場人物
- ラウラ（ソプラノ）
- エドゥアルト（バリトン）
- 麗しきヘルマン氏（テノール）
- M氏（テノール）
- M夫人（メゾソプラノ）
- ホテル支配人（バス）
- 戸籍係（バス）
- 旅行ガイド（バス）
- 乳母（ソプラノ）
- ボーイ長（テノール）
- 6人のマネージャー（テノール、バス）

## あらすじ
舞台は初演と同じ1929年の、とあるドイツの町。エドゥアルトとラウラのふたりは結婚してそれほど経っていないが毎日のように口喧嘩が絶えない。口論が過熱したあまり、ふたりは離婚することに決める。そこへふたりと最近友人になったM夫妻が新婚旅行から帰ってくる。M夫妻はどうにかして2人の喧嘩を仲裁しようとするが、すべての試みが失敗に終わるだけではなく、M夫妻自身も離婚を望むようになる。
離婚相談所にやってきたM夫妻は、単に口論が起きたというだけでは離婚の条件として不足であり、もっと深刻な理由が必要であると知る。「家族問題事務所」会社が離婚を支援する。この会社の社長は「麗しきヘルマン氏」といい、わずかな手数料で離婚を調停、M夫妻は円満に離婚することができた。
次はラウラがこの怪しい事務所に相談する。麗しきヘルマン氏は市立美術館でラウラと会う約束を取りつける。美術館で麗しきヘルマン氏は言葉巧みにあらゆる手管を尽くしてラウラを誘惑するが、そこへ突然夫のエドゥアルトが乗りこんでくる。エドゥアルトは会合の約束を聞きつけ、また喧嘩はしてもやはり自分がラウラのことを愛していると気づいたのだった。「離婚の理由」であるヘルマン氏を見たエドゥアルトは、嫉妬にかられて近くにあったビーナス像を投げつけ、像は粉々に砕ける。すぐに警察がやってきてエドゥアルトを投獄する。
夫婦の家に戻りたくなかったラウラはサヴォイ・ホテルに宿泊し、興奮をさますために入浴する。そこへ麗しきヘルマン氏が浴室に現れて自分が本当にラウラのことを愛していると告げる。ところが思いがけないことにM夫人も現れ、自分が麗しきヘルマン氏のことを愛しており、湯船を自分のものだと主張して大騒ぎしたため、ホテル全体が苦情だらけになる。
釈放されたエドゥアルトとラウラの間の醜聞はきわめて大きくなり、6人のマネージャーがこの話を演劇やバラエティや映画に仕組んで売り出そうとする。ふたりは私生活の暴露によって大金持ちになり、もはや離婚する気はなくなっているが、大衆が彼らを「離婚したがっている夫婦」とレッテル貼りし続けたため、その後も長く離婚したがっているふりをしなければならないのだった。

## 音楽
『今日のニュース』はオペラのパロディとして考えることができる。ヒンデミットは音楽に挑発的要素を取り込むことを好み、この作品ではさまざまな音楽形式を採用した。誇張されたカンティレーナを持った伝統的な意味のアリアに加え、当時ドイツで流行しはじめたジャズの要素も含まれている。ホテルの湯船の中で湯が出ることをたたえてラウラがコロラトゥーラ・アリアを歌う場面は特に滑稽である。

## 録音
- 1987年6月3・5日、ジャン・レイサム＝ケーニック指揮ケルン州立音楽大学合唱団、ケルン放送管弦楽団。Elisabeth Werres（ラウラ）、Claudio Nicolai（エドゥアルト）、Ronald Pries（ヘルマン氏）、Horst Hiestermann（M氏）、 Martina Borst（M夫人）。レックリングハウゼンでの演奏会形式上演のライブ録音。1929年版の完全録音。Wergo 286 192-2 (CD)[5]。